# Людвігсбурзька резиденція
48°54′00″ пн. ш. 9°11′45″ сх. д. / 48.9° пн. ш. 9.1958333333333° сх. д.

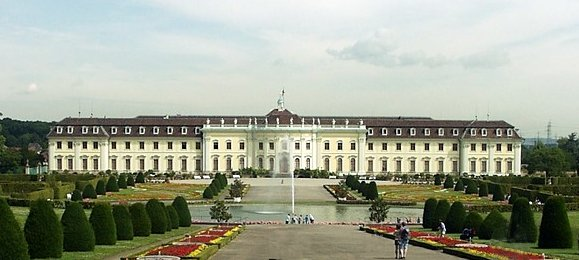
Людвігсбурзька резиденція з південної сторони

Людвігсбурзька резиденція (нім. Residenzschloss Ludwigsburg) — барочна резиденція правителів Вюртемберзького дому, навколо якої виникло місто Людвігсбург, Баден-Вюртемберг, Німеччина.
Резиденція була побудована в стилі бароко в 1704–1733 роках за часів правління герцога Еберхарда Людвіга Вюртемберзького. З 1718 року на захід від резиденції почалося будівництво міста Людвігсбург.
З трьох боків палац оточує парк, в самій будівлі відкриті для відвідування музеї моди, кераміки, театру та інші.